# هانك ليون
هانك ليون (بالإنجليزية: Hank Lyon)‏ هو سياسي أمريكي، ولد في 13 فبراير 1988. نشط حزبياً في الحزب الجمهوري.